# صومعه مریم مقدس (کرنا)
صومعه مریم مقدس (کرنا) (ارمنی: Սուրբ Աստվածածին վանք؛ ) یک صومعه متعلق به کلیسای حواری ارمنی واقع در شهر کرنا، جمهوری خودمختار نخجوان جمهوری آذربایجان می‌باشد. ساخت و ساز این ساختمان در سال ۱۳۳۰ میلادی؛ به پایان رسید. این بنا به سبک معماری ارمنی طراحی شده است.